# Мехмед III
Мехмед III е 13-ият султан на Османската империя, управлява в периода 16 януари 1595 – 22 декември 1603 година. Погубва 19-те си братя. Загубва Молдова, Трансилвания и Влашко. Известен е с прякора „Казана“.

## Биография
Възкачва се на престола през 1595 г. и веднага екзекутира 19 от братята си, страхувайки се от заговор от тяхна страна. Точно този страх е причината да въведе вредния обичай принцове да не участват в управлението, докато бащата е жив, както е правено до този момент, като нарежда да бъдат заключвани в харема, в помещения „kafes“ („клетка“).
В началото на царуването на Мехмед III е арестуван в Цариград руският посланик Данило Ислениев, който след това изчезва без следа.
Успехите на австрийците по река Дунав предизвикват в Константинопол въстания сред народа и еничарите. По настояване на Великия везир и шейх-ул-Ислам, Мехмед III през 1596 г. се отправя с армията си към Унгария, печели битката при Kерестец, но не се възползва от това и се връща в Константинопол към своя живот.
В азиатските райони завладени от персите има въстания, в които се намесват и персите. Вътрешното управление се разстройва, а също така и управлението на войските. С управлението на Мехмед III започва упадъкът на Османската империя.
Въпреки че Мехмед III е бил развратен, покварен и кръвожаден (особено в преследването си към християните), той е обичал литературата и поезията, с които се е занимавал сам.
След неговата смърт го наследява синът му Ахмед I.